# Anzervos
Anzervos (en grec moderne : Ανζερβός) était l'une des plus grandes sociétés de production cinématographique en Grèce. Elle était dirigée par Antónis Zervós. Elle exista de 1943 à 1969.

## Filmographie partielle
Anzervos produisit 47 films dont :
- 1951 : La Louve
- 1955 : La Fausse Livre d'or
- 1956 : L'Enlèvement de Perséphone
- 1957 : Fanouris et les siens
- 1958 : La Lagune des désirs
- 1963 : Les Petites Aphrodites